# ألكسندر راغولين
ألكسندر راغولين (Alexander Ragulin) (الروسية: Алекса́ндр Па́влович Рагу́лин) هو لاعب أولمبي لرياضة هوكي الجليد من الاتحاد السوفيتي. شارك في الأولمبياد الشتوي في 1964–1972، وفاز بما مجموعه 3 ميداليات.

## الميداليات
| ذهب | فضة | برونز | المجموع |
| 3   | 0   | 0     | 3       |

## روابط خارجية
- ألكسندر راغولين على موقع EliteProspects.com (الإنجليزية)
- ألكسندر راغولين على موقع Eurohockey.com (الإنجليزية)
- ألكسندر راغولين على موقع HockeyDB.com (الإنجليزية)
- ألكسندر راغولين على موقع أوليمبيديا (الإنجليزية)